# 바이브 코딩

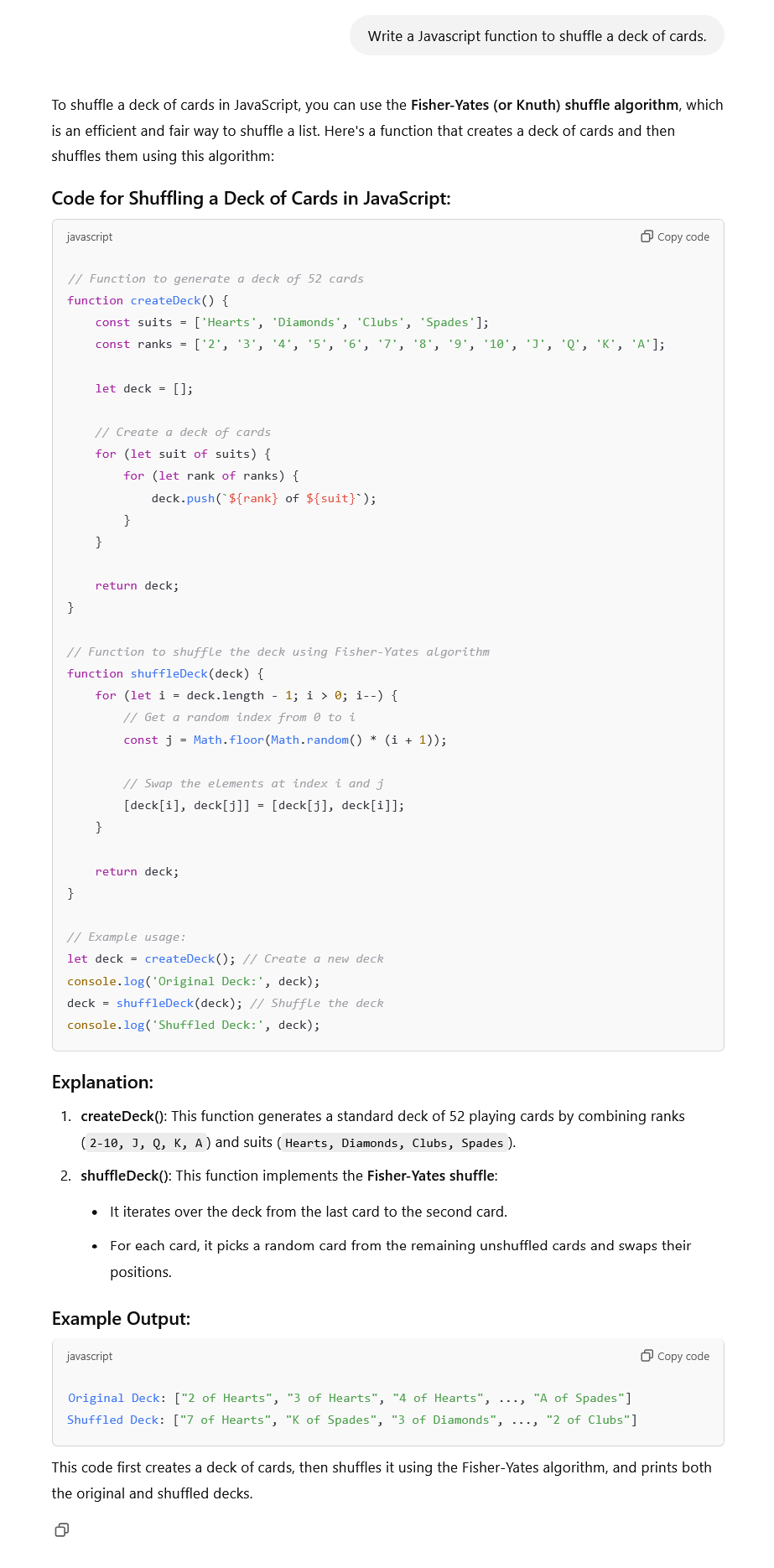
ChatGPT에게 "카드 한 벌을 섞는 Javascript 함수를 작성해 주세요."라는 지시의 결과 스크린샷.

바이브 코딩(Vibe coding)은 대규모 언어 모델(LLM)에 프롬프트를 입력하여 문제를 해결하는 AI 기반 프로그래밍 방식이다.
LLM이 코드를 생성하면서 프로그래머의 역할은 직접 코드를 타이핑 하는 것이 아니라, AI와 프롬프트로 소통하며 AI가 생성한 코드를 테스트하고 수정하고, 가이드하는 방향으로 변화하고 있다.
바이브 코딩(Vibe Coding)은 지지자들에 의해 개발을 잘모르는 초보자도 소프트웨어 엔지니어링에 대한 훈련과 기술 없이 코드를 생산할 수 있게 해준다고 주장한다.
이 용어는 2025년 2월 안드레이 카파시(Andrej Karpathy)에 의해 소개되었으며 다음 달 Merriam-Webster 사전에 "속어 및 트렌드" 명사로 등재되었다.

## 정의
OpenAI의 공동 창립자이자 Tesla의 전 AI 리더인 컴퓨터 과학자 Andrej Karpathy는 2025년 2월에 바이브 코딩(Vibe Coding)이라는 용어를 도입했다. 이 개념은 LLM에 의존하는 코딩 접근 방식을 말하며 프로그래머가 코드를 직접 작성하는 대신 자연어를 통해 코드를 생성하는 것이다. Karpathy는 자신의 접근 방식을 대화형으로 설명했다. 즉, AI가 실제 코드를 생성하는 동안 음성으로 된 명령들을 사용한다는 것이다. "실제로 코딩은 아니다. 저는 그저 사물을 보고, 말하고, 실행하고, 복사해서 붙여넣기만 하면 대부분 작동한다." Karpathy는 바이브 코딩(Vibe Coding)에 한계가 있음을 인정하면서도 AI 도구가 항상 버그를 수정할 수 있는 것은 아니기 때문에 문제가 해결될 때까지 변경 사항을 실험해봐야 한다고 말했다.
바이브 코딩(Vibe Coding) 개념은 Karpathy가 2023년에 "가장 인기 있는 새로운 프로그래밍 언어는 영어"라고 했던 주장이 더 발전한 것이다. 이것은 LLM의 기능은 인간이 더 이상 컴퓨터에 명령하기 위해 특정 프로그래밍 언어를 배울 필요가 없다는 것을 의미한다.
바이브 코딩(Vibe Coding) 정의의 핵심 부분은 사용자가 코드를 완전히 이해하지 못한 채 코드를 수용한다는 것이다. AI 연구원 사이먼 윌리슨 은 "LLM이 코드의 모든 줄을 작성했지만, 당신이 모든 것을 검토하고 테스트하고 이해했다면 그것은 내 책에서 얘기하는 바이브 코딩(Vibe Coding)이 아니다. 그것은 LLM을 타이핑 보조 도구로 사용하는 것이다." 라고 말했다.

## 반응과 이용 실태
비개발자인 New York Times 기자 Kevin Roose는 바이브 코딩(Vibe Coding)을 실험하여 여러 소규모 애플리케이션을 만들었다. 그는 이를 "한 사람을 위한 소프트웨어"라고 설명했는데, 이는 개인의 특정 요구 사항을 해결하도록 설계된 개인화된 AI 생성 도구를 의미한다. 예를 들어, 냉장고안에 있는 재료들을 분석하여 도시락에 넣을 식품을 추천해주는 LunchBox Buddy라는 앱이 있다. Roose는 바이브 코딩(Vibe Coding)을 통해 프로그래머가 아닌 사람도 기능적 소프트웨어를 생성할 수 있지만 그 결과가 제한적이고 오류가 발생하기 쉽다는 점을 지적했다. 한 사례에서는 AI가 생성한 코드가 전자상거래 사이트에 대한 가짜 리뷰를 조작했다. 그는 바이브 코딩(Vibe Coding)이 중요한 작업보다는 취미 프로젝트에 더 적합하다고 제안했다. 그는 또한 AI 지원 코딩을 통해 이전에는 엔지니어링 팀이 필요했던 소프트웨어를 개인수준에서 개발할 수 있게 되었다고 말했다. Roose에 대한 답변에서 AI 전문가 Gary Marcus는 Roose의 LunchBox Buddy 앱을 생성한 알고리즘은 아마도 유사한 작업을 하기 위해서 기존 코드에 대해 훈련을 받았을 것이라고 말했다. 마커스는 루즈의 열정이 독창성이 아닌 재생산에서 비롯되었다고 말했다.
2025년 2월, Business Insider는 바이브 코딩(Vibe Coding)을 실리콘 밸리의 새로운 유행어로 설명했다.
Y Combinator는 2025년 3월에 2025년 겨울 배치에 참여한 스타트업의 25%가 코드베이스의 95%가 AI에서 생성한 것이라고 보고했는데, 이는 AI에 의존하는 개발로 전환되는 현상을 반영한 것이다.
바이브 코딩(Vibe Coding)은 이해와 책임에 대한 우려를 불러일으켰다. 개발자는 AI가 생성한 코드의 기능을 완전히 이해하지 못한 채 코드를 사용할 수 있으며, 이로 인해 감지되지 않은 버그와 오류가 발생할 가능성이 있다. 이런 접근 방식은 프로토타입 제작 에는 적합하지만, 디버깅 과 유지 관리를 위해 코드에 대한 심층적인 이해가 필수적인 전문적인 환경에서는 위험할 수 있다고 일부 전문가들은 생각한다. Ars Technica는 Simon Willison의 말을 인용하자면 "생산 코드베이스로 가는 길에 바이브 코딩(Vibe Coding)을 사용하는 것은 분명히 위험한다. 소프트웨어 엔지니어로서 우리가 하는 대부분의 작업은 기존 시스템을 발전시키는 것과 관련이 있으며, 여기서 기본 코드의 품질과 이해성이 매우 중요하다."라고 했고 이에 대해서 Ars Technica 는 "바이브 코딩(Vibe Coding)의 부상에 있어 아이러니한 반전"이라고 설명했다. AI는 프로그래머의 코드 생성 요청을 거부하고 "코드를 생성할 수 없다. 코드를 생성하면 작업이 완료되기 때문이다."라고 응답한 다음 "로직(logic)은 당신이 직접 개발해야 한다." 라고 추가응답을 했다고 한다. (요청을 했는데, AI가 로직은 직접 작성하라고 하면서 생성을 거부하는 아이러니한 상황을 의미함)

## 참고문헌
1. 1 2 3 4 5 6 7  Edwards, Benj (2025년 3월 5일). “Will the future of software development run on vibes?”. 《Ars Technica》 (미국 영어). 2025년 3월 6일에 원본 문서에서 보존된 문서. 2025년 3월 6일에 확인함.
2. 1 2 3 4 5  “What is 'vibe coding'? Former Tesla AI director Andrej Karpathy defines a new era in AI-driven development”. 《The Times of India》. 2025년 3월 2일. 2025년 3월 4일에 원본 문서에서 보존된 문서. 2025년 3월 3일에 확인함.
3. 1 2 3 4 5 6 7  Roose, Kevin (2025년 2월 27일). “Not a Coder? With A.I., Just Having an Idea Can Be Enough.”. 《The New York Times》 (미국 영어). ISSN 0362-4331. 2025년 3월 3일에 원본 문서에서 보존된 문서. 2025년 3월 3일에 확인함.
4. 1 2 3 4 5  Chowdhury, Hasan; Mann, Jyoti (2025년 2월 13일). “Silicon Valley's next act: bringing 'vibe coding' to the world”. 《Business Insider》. 2025년 2월 26일에 원본 문서에서 보존된 문서. 2025년 3월 3일에 확인함.
5. 1 2  Karpathy, Andrej (2025년 2월 2일). “Andrej Karpathy on X: "There's a new kind of coding I call "vibe coding", where you fully give in to the vibes, embrace exponentials, and forget that the code even exists. ..."”. 《X》. 2025년 2월 18일에 원본 문서에서 보존된 문서. 2025년 3월 7일에 확인함.
6. 1 2 3 4  Naughton, John (2025년 3월 16일). “Now you don't even need code to be a programmer. But you do still need expertise”. 《The Observer》. 2025년 3월 16일에 확인함.
7. ↑  Mehta, Ivan (2025년 3월 6일). “A quarter of startups in YC's current cohort have codebases that are almost entirely AI-generated”. 《TechCrunch》 (미국 영어). 2025년 3월 6일에 원본 문서에서 보존된 문서. 2025년 3월 6일에 확인함.
8. ↑  Edwards, Benj (2025년 3월 13일). “AI coding assistant refuses to write code, tells user to learn programming instead”. 《Ars Technica》. 2025년 3월 16일에 원본 문서에서 보존된 문서. 2025년 3월 16일에 확인함.